# 菱形 (紋章學)

菱形示例

在紋章學中，菱形（lozenge）是一個鑽石狀外形，通常寬度略微短於高度。一般菱形多有代表女性的意義。著名的主要以菱形為設計概念的紋章有維特爾斯巴赫王朝的紋章。這一紋章也影響了巴伐利亞州旗。